# 知波田站

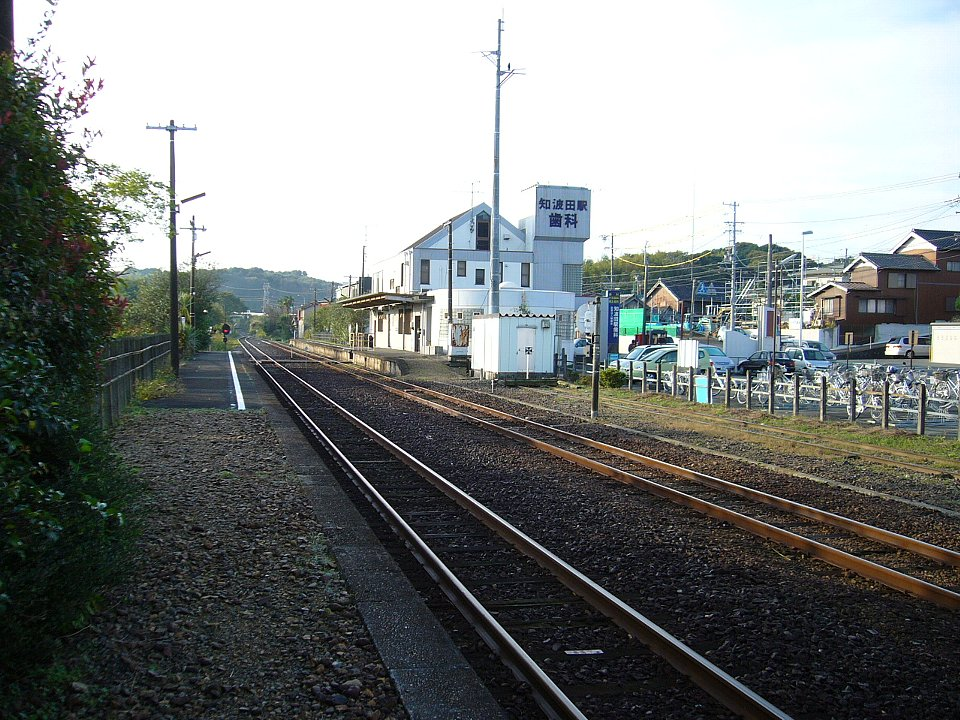
站內

知波田站（日语：／ Chibata eki */?）是位於靜岡縣湖西市太田469番20號，天龍濱名湖鐵道的天龍濱名湖線車站。

## 歷史
- 1936年（昭和11年）12月1日 - 國鐵二俁西線（後來為二俁線）新所原站至三日站之間開通，此站啟用。
- 1962年（昭和37年）8月21日 - 結束貨物起卸業務。
- 1970年（昭和45年）6月1日 - 結束行李、小行李起卸業務，同時成為無人車站。
- 1987年（昭和62年）3月15日 - 二俁線由天龍濱名湖鐵道接管，成為天龍濱名湖鐵道車站。
- 1989年（平成元年）12月 - 知波田站齒科醫院開業。

## 車站構造
車站是一座地面車站，設有2面2線的相對式月台。此站是無人車站。車站大樓是混凝土建築物，大樓內設有齒科醫院。

## 使用狀況
以下為近年1日平均乘車人次
| 乘車人次變化 | 乘車人次變化      |
| 年度         | 一日平均 乘車人次 |
| ------------ | ----------------- |
| 2008         | 79                |
| 2009         | 73                |
| 2010         | 69                |
| 2011         | 61                |
| 2012         | 45                |
| 2013         | 46                |
| 2014         | 47                |
| 2015         | 47                |
| 2016         | 50                |
| 2017         | 53                |
| 2018         | 40                |

## 車站周邊
車站附近較多住宅。
- 知波田簡易郵局
- 國道301號
- 湖醬巴士（日语：コーちゃんバス） 知波田站巴士站

## 相鄰車站
天龍濱名湖鐵道
天龍濱名湖線
尾奈－知波田－大森

## 注腳
1. ↑  掛川市統計書

## 外部連結
- 知波田站 （页面存档备份，存于）（日語） - 天龍濱名湖鐵道株式會社